# Neuwiller
Neuwiller je občina v departmaju Haut-Rhin francoske regije Alzacija.
Leta 2011 je v občini živelo 523 oseb oz. 141 oseb/km².